# تنزيمين (امسماترت)
تنزيمين هو دُوَّار يقع بجماعة إيمندونيت، إقليم شيشاوة، جهة مراكش آسفي في المملكة المغربية. ينتمي الدوّار لمشيخة امسماترت التي تضم 19 دوار. يقدر عدد سكانه بـ 163 نسمة حسب الإحصاء الرسمي للسكان والسكنى لسنة 2004.

## روابط خارجية
- البوابة الوطنية للجماعات الترابية نسخة محفوظة 12 مارس 2018 على موقع واي باك مشين.
- المندوبية السامية للتخطيط